# Marina Piccola
Marina Piccola ("mala luka"; također Marina di Mulo) nalazi se na južnoj strani otoka Capri. Nalazi se u blizini morskih hridi Faraglioni na jugoistoku. Via Krupp povijesna je vijugava staza koja povezuje kartuziju San Giacomo i područje Augustovih vrtova s Marinom Piccola. Marina Piccola, koju su koristili August i Tiberije, prethodila je Marini Grande.

## Vanjske poveznice
|  | Zajednički poslužitelj ima još gradiva o temi Marina Piccola |